# Barrage Bhumibol
Le barrage de Bhumibol (anciennement connu sous le nom de barrage de Yanhi ) est un barrage-voûte en béton construit sur la rivière Ping, un affluent de la rivière Chao Phraya, dans le district de Sam Ngao de la province de Tak, en Thaïlande. Il est situé à environ 480 km au nord de Bangkok. Il a été construit aux fins de stockage d'eau, de production d'énergie hydroélectrique, de contrôle des inondations, de pêche et de gestion des intrusions d'eau salée. Le barrage a été renommé en référence au roi Bhumibol Adulyadej. Il s'agissait du premier projet polyvalent de Thaïlande. Sa hauteur est de 154 mètres, ce qui en fait le plus haut barrage de Thaïlande,.

## Historique
L'ouvrage s'appelait à l'origine barrage de Yanhee en 1951 lorsque le gouvernement du Premier ministre, le maréchal Plaek Pibulsongkram, a lancé le projet. Il a été rebaptisé barrage de Bhumibol en 1957, en l'honneur du roi Bhumibol Adulyadej. Le barrage fait partie d'un important projet dans le bassin du Chao Phraya. Il a été construit à partir des années 1950 pour exploiter le potentiel agricole et hydroélectrique du bassin. La construction du barrage a commencé en 1958 et s'est achevée en 1964 pour un coût de 3,5 milliards de bahts. Les deux premiers générateurs ont été mis en service en 1964. Le réservoir a été rempli entièrement en 1970. En 1972, le barrage de Sirikit a été achevé sur la rivière Nan, l'un des deux principaux affluents du Chao Phraya et du Ping. Les barrages de Bhumibol et de Sirikit contrôlent ensemble 22 % du ruissellement annuel du Chao Phraya. À sa construction, le barrage Bhumibol contribuait à 73,66 % de la production électrique thaïlandaise. En 2003, ce chiffre ne représentait plus que 2 %.
En 1991, le barrage inférieur de Mae Ping est construit à 5 km en aval pour créer un réservoir plus bas pour la seule turbine de pompage-turbinage installée.
Lors des inondations de 2011 en Thaïlande, les précipitations du mois de mars 2011 dans la région nord du pays ont été exceptionnellement élevées, avec 344 % de dépassement de la moyenne. Au début du mois d'octobre, le réservoir du barrage de Bhumibol était presque plein.

## Caractéristiques
Le barrage est de type poids voûte. Il mesure 154 mètres de haut, 486 mètres de long et 8 mètres de large à sa crête.
Il retient un réservoir de 13 462 millions de mètres cubes, dont 9 762 millions de mètres cubes de stockage actif ou « utile ». Le bassin versant du barrage est de 26 400 km2.
En dehors des heures de pointe, la pompe-turbine renvoie l'eau dans le réservoir de Bhumibol supérieur. Lorsque la demande est élevée, la pompe sert de générateur pour la production d'électricité</ref>.

## Centrale électrique
La centrale électrique contient huit turbines pour une capacité installée de 779,2 MW. La production annuelle d'électricité générée est d'environ 1,062 million de kWh</ref>.
L'inventaire des turbines utilisées est le suivant :
- Six turbines de type Francis (6 x 76,3 MW) ;
- Une turbine de type Pelton (115 MW) ;
- Une pompe-turbine Francis (175 MW)[1],[8].

La centrale électrique du barrage a subi des améliorations et des rénovations dans les années 1990</ref>.

## Climat
| Mois      | Température record haute (°C) | Température record basse (°C) | Température moyenne haute (°C) | Température moyenne (°C) | Température moyenne basse (°C) | Précipitations (mm) | Jours de précipitations | Humidité (%) | Ensoleillement (heures) |
| --------- | ----------------------------- | ----------------------------- | ------------------------------ | ------------------------ | ------------------------------ | ------------------- | ----------------------- | ------------ | ----------------------- |
| Janvier   | 37.9                          | 8.0                           | 31.9                           | 23.8                     | 17.8                           | 8.2                 | 0.8                     | 69.7         | 272.8                   |
| Février   | 40.8                          | 11.3                          | 34.8                           | 26.6                     | 19.6                           | 6.3                 | 0.7                     | 58.5         | 257.6                   |
| Mars      | 42.3                          | 12.1                          | 37.3                           | 29.8                     | 23.1                           | 30.9                | 2.1                     | 54.1         | 294.5                   |
| Avril     | 43.7                          | 18.0                          | 38.2                           | 30.9                     | 25.2                           | 64.7                | 4.0                     | 59.5         | 279.0                   |
| Mai       | 43.0                          | 20.5                          | 35.7                           | 29.7                     | 25.2                           | 191.2               | 10.5                    | 70.6         | 198.4                   |
| Juin      | 39.5                          | 20.0                          | 33.8                           | 28.7                     | 25.0                           | 108.7               | 10.4                    | 74.0         | 117.0                   |
| Juillet   | 39.0                          | 20.4                          | 33.1                           | 28.4                     | 24.7                           | 69.9                | 9.3                     | 73.5         | 120.9                   |
| Août      | 38.5                          | 20.6                          | 32.9                           | 28.1                     | 24.5                           | 119.6               | 10.8                    | 75.4         | 117.8                   |
| Septembre | 38.0                          | 20.1                          | 33.0                           | 27.7                     | 23.9                           | 224.2               | 12.9                    | 79.7         | 108.0                   |
| Octobre   | 36.7                          | 15.8                          | 32.3                           | 26.6                     | 22.7                           | 186.1               | 11.7                    | 83.2         | 182.9                   |
| Novembre  | 37.4                          | 10.7                          | 31.8                           | 25.2                     | 20.6                           | 28.0                | 2.6                     | 79.4         | 216.0                   |
| Décembre  | 35.7                          | 6.3                           | 30.6                           | 23.2                     | 17.9                           | 8.7                 | 0.9                     | 75.4         | 272.8                   |
| Année     | —                             | —                             | —                              | —                        | —                              | 1046.5              | 76.7                    | 71.1         |                         |

Source 1 : World Meteorological Organization
Source 2 : Office of Water Management and Hydrology, Royal Irrigation Department (sun 1981–2010)(extrêmes)